# Cruickshanks Corner

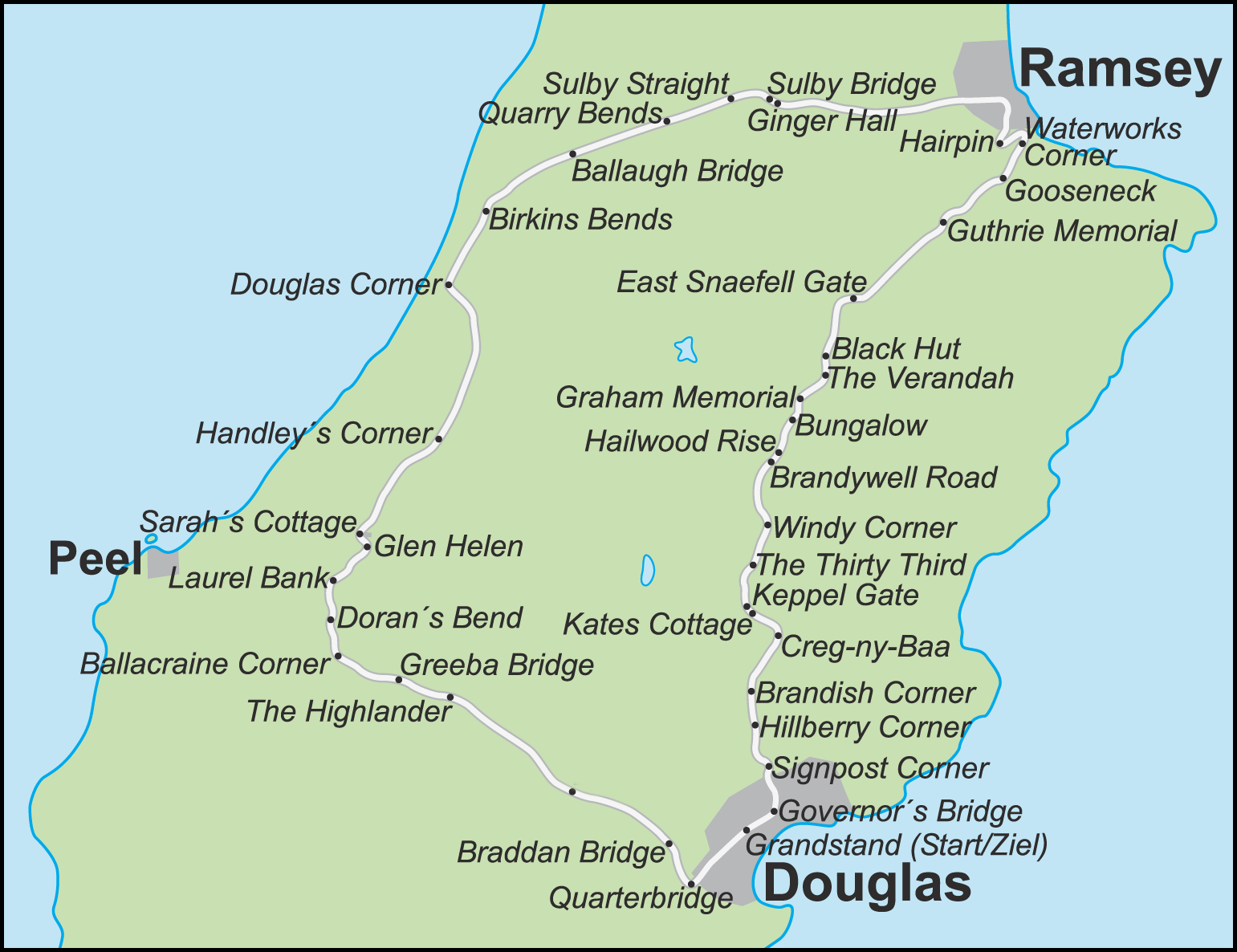
Cruickshanks Corner ligt in het centrum van Ramsey, May Hill en Whitegates vormen de weg richting de Hairpin

De Mountain Course in en rond Ramsey

Cruickshanks Corner is een vijfsprong in het centrum van de stad Ramsey op het eiland Man. Ze dankt haar naam aan James Murray Cruickshank, van 1898 tot 1911 High Bailiff van Ramsey en van 1911 tot aan zijn overlijden in oktober 1916 High Bailiff van Ramsey en Peel. Deze vijfsprong ligt 130 meter van het "Ramsey Tram Station".

## Isle of Man TT en Manx Grand Prix
| - Graham Walker beschreef Cruickshanks Corner in 1935 nog als een eerste versnellingsbocht van maximaal 70 km/h, maar een paar jaar later, toen de weg verbreed was, kon Harold Daniell al in de tweede versnelling door de bocht. - Geoff Duke begin jaren vijftig: "Laat insturen, in de tweede versnelling helemaal vanaf de goot aan de linkerkant. Hou er rekening mee dat de bocht maar blijft doorlopen en rij niet te vroeg naar de apex in de binnenbocht want dan kom je te ver aan de buitenkant uit en word je door de verkanting nog meer naar links gedwongen." - Ruim 25 jaar later was Charlie Williams het daar nog steeds mee eens: "Karakteristiek is het late instuurpunt. Er zijn veel ongelukken gebeurd omdat coureurs de neiging hebben vroeg in te sturen en bij de uitgang van de bocht komen ze dan in de problemen met de hoge muur. Als de motor te ver naar buiten rolt rij je tegen de muur aan." - John McGuinness over May Hill: "Belachelijk hobbelig. Je voelt de voorvering doorslaan. Grijnzen en volhouden…". |

Cruickshanks Corner, May Hill en Whitegates maken deel uit van de Snaefell Mountain Course, het stratencircuit dat wordt gebruikt voor de Isle of Man TT en de Manx Grand Prix. Ze maakten ook al deel uit van de Highroads Course die werden gebruikt voor de Gordon Bennett Trial en de RAC Tourist Trophy tussen 1908 en 1922.

### Circuitverloop

#### May Hill, 24e mijlpaal en Whitegates
Bij Cruickshanks Corner buigen de coureurs rechtsaf van Queen's Pier Road naar May Hill. Op Queen's Pier Road gaan ze onder een voetgangersbrug door, die daar permanent staat. De bocht naar May Hill is snel, maar de coureurs worden flink gehinderd door de slechte weg en de dreigende muren aan weerszijden ervan. Eenmaal op May Hill zouden ze het gas graag helemaal open draaien, maar ook hier is het wegdek daar te slecht voor. In de jaren dertig waren Cruickshanks Corner en May Hill ook nog smaller. Bij May Hill begint de stijging van het circuit en de zeer slechte weg loopt rechtdoor omhoog tot aan de linker bocht bij Whitegates. Ondertussen passeren de coureurs de 24e mijlpaal van de Mountain Course. Whitegates ligt op een Y-splitsing waarbij de coureurs de hoofdweg A18 naar links volgen. Die weg heet vanaf Whitegates "Mountain Road". Net als de rest van het circuit is het wegdek bij Whitegates onderhevig aan de inwerking van het dagelijkse verkeer. Soms is de bocht erg snel, maar dit verandert per jaar.
De naam "Whitegates" verwijst naar de witte poort die vroeger bij de ingang van Claughbane Road de nabij gelegen Claughbane Farm (tegenwoordig "Poyll Shellee") stond.

## Gebeurtenissen bij Cruickshanks Corner
Hoewel de bocht niet al te scherp is (ongeveer 120°) wordt ze vrij snel genomen omdat er tussen Parliament Square en Cruickshanks Corner een recht (volgas) stuk van 350 meter ligt. Bovendien staat er op de Y-splitsing Queen's Pier Road/May Hill een ommuurd woonhuis met bomen. Daardoor zijn er in het verleden enkele ongelukken gebeurd tijdens de races.
- Op 26 mei 1958 verongelukte John Antram tijdens de training voor de Isle of Man TT met een AJS.
- Op 26 augustus 1966 verongelukte Toshio Fujii tijdens de training in zijn debuutjaar met een 125cc Kawasaki.
- Op 7 september 1977 verongelukte Neil Edwards tijdens de 350 cc Junior Race van de Manx Grand Prix met een 350cc Yamaha.
- Op 29 augustus 1978 verongelukte Michael Sharpe tijdens de training voor de Manx Grand Prix met een 350cc Yamaha.
- Op 27 augustus 1979 verongelukte Steven Holmes tijdens de training voor de Mans Grand Prix met een 350cc Yamaha.

## Gebeurtenissen bij Whitegates
- Op 29 mei 2000 verongelukte bakkenist Stephen Wood tijdens de training voor de Sidecar TT met een 600 cc Baker Yamaha.

## Trivia
- Hoe slecht de weg op May Hill was, bleek in 1995 toen Rob Fisher met zijn zijspancombinatie tijdens de training met 160 km/h crashte door de oneffenheden. Rob wilde graag in de zijspanraces starten, maar hij werd een tijdje opgenomen in het ziekenhuis en zijn Proton-Yamaha was zwaar beschadigd. Zijn aartsrivaal Dave Molyneux liet zijn eigen zijspancombinatie voor wat ze was en begon te sleutelen aan de machine van Fisher, die niet alleen kon deelnemen, maar ook beide races won.

(Markante punten in cursief zijn onofficiële punten of worden alleen gebruikt binnen Marshal Sectors)
1e mijl:
TT Grandstand ·
Nobles Park ·
St Ninian's Crossroads ·
Bray Hill ·
Ago's Leap ·
Quarterbridge Road ·
1st Milestone ·
2e mijl:
Wal Handley Memorial Seat ·
Quarterbridge ·
Port-y-Chee Meadow ·
Braddan Bridge ·
Jubilee Oak ·
Braddan Bridge House ·
Braddan Depot ·
Snugborough (Cronk Dhoo) ·
2nd Milestone ·
3e mijl:
Union Mills (Mullen Dhoo, Mwyllin Dhoo Aah, Mullin Doway) ·
Railway Inn ·
Ballahutchin Hill (Elm Bank Hill) ·
3rd Milestone ·
4e mijl:
Ballafreer ·
Glenlough ·
Ballagarey Corner ·
Glen Vine (Glen Darragh) ·
Ballabeg ·
4th Milestone ·
5e mijl:
Crosby ·
Crosby Left (Vicarage Corner) ·
Crosby Cross-Roads ·
5th Milestone ·
6e mijl:
Crosby Hill (Ballaglonney Hill of Halfway Hill) ·
Halfway House (The Waggon & Horses) ·
St Trinian's ·
The Highlander ·
Greeba Verandah ·
Pear Tree Cottage ·
Greeba Castle ·
6th Milestone ·
7e mijl:
Appledene (Shimmin's Corner) ·
Central Valley (Greeba Gap) ·
Greeba Bridge ·
The Hawthorn ·
Knock Breck ·
Gorse Lea ·
7th Milestone ·
8e mijl:
Ballagarraghyn ·
Ballacraine ·
Ballaspur ·
Ballig ·
8th Milestone ·
9e mijl:
Ballig Bridge ·
Doran's Bend ·
Laurel Bank ·
9th Milestone ·
10e mijl
Glen Moar Mill ·
Black Dub ·
Quarter-Distance Marker ·
The Vaish ·
Glen Helen (Glen Rhenass) ·
Sarah's Cottage ·
Creg Willey's Hill ·
10th Milestone ·
11e mijl:
Lambfell Beg ·
Lambfell (Moar) Cottage ·
Cronk-y-Voddy (Cronk-y-Voddy Straight) ·
Cronk-y-Voddy Cross Roads ·
Molyneux's ·
Cronk Bane Farm ·
11th Milestone ·
12e mijl:
Drinkwater's Bend ·
Handley's Corner (Cronk-y-Fedjag, Ballamenagh) ·
12th Milestone ·
13e mijl:
McGuinness's (Shoughlaigue Bridge) ·
Ballaskyr ·
Barregarrow Cross Roads (Cronk Aashen) ·
Barregarrow ·
Little Bray ·
Barregarrow Bottom ·
Cammal Farm ·
Cronk Urleigh ·
13th Milestone ·
14e mijl:
Ballalonna Bridge ·
Westwood Corner ·
Ballakinnag ·
14th Milestone ·
15e mijl:
Douglas Road Corner ·
Glen Wyllin Corner ·
The Mitre ·
Dave Saville Memorial Seat ·
Kirk Michael ·
The White House ·
15th Milestone ·
16e mijl:
Birkin's Bend ·
Rhencullen ·
Bishopscourt ·
Bishopscourt Farm Bends ·
Bishopscourt Straight ·
Orrisdale North ·
16th Milestone ·
17e mijl:
Dub Cottage (Bishop's Dub) ·
Alpine Cottage ·
Balla Cobb ·
17th Milestone ·
18e mijl:
Ballaugh Bridge ·
Ballaugh ·
Gwen's ·
Ballacrye Corner ·
Ballacrye ·
18th Milestone ·
19e mijl:
Quarry Bends ·
Ballavolley ·
Wildlife Park ·
Sulby Straight ·
Half-distance Marker ·
19th Milestone ·
20e mijl:
Sulby ·
Sulby Glen Hotel ·
Sulby Crossroads ·
Sulby Bridge ·
20th Milestone ·
21e mijl:
Ginger Hall ·
Kerrowmoar ·
21st Milestone ·
22e mijl:
Glen Duff ·
Glentramman ·
Temple Corner (Water Through Corner) ·
Glentramman Loop Road ·
Churchtown ·
Caravan ·
22nd Milestone ·
23e mijl:
Lezayre War Memorial ·
Ballakillingan ·
Conker Fields ·
K-tree ·
Sky Hill ·
Milntown Cottage (Pinfold Cottage) ·
Milntown Bridge (Glen Auldyn Bridge) ·
Milntown ·
Gardener's Lane ·
23rd Milestone ·
24e mijl:
Lezayre Road ·
School House Corner (Crossags, Russel's Corner) ·
Parliament Square ·
Queen's Pier Road ·
Ramsey Depot ·
Cruickshanks Corner ·
May Hill ·
24th Milestone ·
25e mijl:
Whitegates ·
Stella Maris ·
Ramsey Hairpin ·
Little Gooseneck ·
Water Works Corner ·
Ballure Reservoir ·
Mountain Section ·
Tower Bends ·
25th Milestone ·
26e mijl:
Gooseneck ·
Joey's (26th Milestone) ·
27e mijl:
Guthrie's Memorial ·
The Cutting ·
27th Milestone ·
28e mijl:
Milligan's Bridge ·
Mountain Mile ·
28th Milestone ·
29e mijl:
Three-Quarter distance marker ·
Mountain Box (East Mountain Gate, East Snaefell Gate) ·
29th Milestone ·
30e mijl:
Casey's (Rice's Corner, George's Folly) ·
Black Hut (Stonebreakers Hut, Shepherd's Hut) ·
John Smyth Memorial Shelter ·
Verandah ·
30th Milestone ·
31e mijl:
Bungalow Bridge ·
Stonebridge ·
Les Graham Memorial ·
Bungalow Bends ·
McIntyre Box ·
Murray's Museum ·
Joey Dunlop Memorial ·
The Bungalow ·
31st Milestone ·
32e mijl:
Hailwood's Rise ·
Hailwood's Height ·
Brandywell (West Mountain Gate, Beinn-y-Phott Gate, Bungalow Gate) ·
Duke's (32nd Milestone) ·
33e mijl:
Windy Corner (Nobles Corner) ·
Nobles Park Road ·
Slieu Lhost Quarry ·
Thirty-Third (33rd Milestone) ·
34e mijl:
Keppel Gate (Clarke's Corner) ·
Kate's Cottage (Shepherd's House) ·
34th Milestone ·
35e mijl:
Creg-ny-Baa (the Keppel Hotel) ·
Gob-ny-Geay (Sunny Orchard) ·
35th Milestone ·
36e mijl:
Brandish Corner (Telegraph Hill, O'Donnell's en Upper Hillberry Corner) ·
Hillberry Corner ·
36th Milestone ·
37e mijl:
Glen Dhoo Farm ·
Hillberry Road ·
Cronk-ny-Mona ·
Johnny Watterson's Lane ·
Signpost Corner ·
Bedstead Corner ·
The Nook ·
37th Milestone ·
38e mijl:
Bemahague ·
Governor's Bridge ·
Governor's Dip ·
Glencrutchery Road ·
38th Milestone